# Питание в даосизме
Большинство даосских школ придерживается мнения о значительной важности питания для физического, умственного и духовного здоровья. Существуют сведения о даосских практиках поста или голодания бигу (буквально «исключающих злаки»), основанных на веровании в то, что таким образом можно достичь бессмертия.

Часто, в частности в школе цюаньжэньцзяо, последователям предписывалось вегетарианство, некоторые направления разрешали употребление вина и мяса, за исключением определённых дней поста.
Для достижения бессмертия рекомендовались практики «питания жизни». Уже в ранних классических трактатах упоминаются дыхательные практики, но отношение к ним неоднозначно. В начале эпохи Тан появилось представление о зародышевом дыхании, при котором практики стремились подражать дыханию плода в теле матери. При этом считалось, что используется воздух находящийся в теле изначально. В конце эпохи Тан популярность этой практики уменьшается и получает распространение теория «циркуляции воздуха в "полях киновари". Для лечения болезней рекомендуется способ задержания дыхания на вдохе. Существует практика «поглощения солнечных лучей», в том числе соответствующие ритуальные действия и медитация, а также «поглощение» лунного воздуха, дождя, туманов и т. д. Кроме того, разновидностью «питания жизни» считаются даосские сексуальные практики с сохранением Цзин (китайская медицина) и получением энергии от партнера.

## Критика
В трактате XX века «Чжун-Люй чжуань-дао цзи» такие методы, как посты, голодание, задержка дыхания и другие называются несостоятельными и поверхностными.